# 感染症の予防及び感染症の患者に対する医療に関する法律
感染症の予防及び感染症の患者に対する医療に関する法律（かんせんしょうのよぼうおよびかんせんしょうのかんじゃにたいするいりょうにかんするほうりつ、平成10年10月2日法律第114号）は、感染症の予防および感染症患者に対する医療に関する法律である。通称は、感染症予防法、感染症法、感染症新法など。
本法は、従来の「伝染病予防法」、「性病予防法」、「エイズ予防法」の3つを統合し1998年に制定・公布され、1999年4月1日に施行された。その後の2007年4月1日、「結核予防法」を統合し、また人権意識の高まりから「人権尊重」や「最小限度の措置の原則」を明記するなどの改正がなされた。2021年2月には、新型コロナウイルス感染症（COVID-19）の拡大防止に向けた関連法案の改正があった。
- 1998年10月2日 公布
- 1999年4月1日 施行
- 1999年7月16日・12月22日、2003年10月16日、2006年12月8日、2008年5月2日、2014年11月21日、2021年2月3日、2022年6月17日、2022年12月9日、2023年6月7日一部改正

## 主務官庁
- 厚生労働省健康・生活衛生局感染症対策課[注 1][1]

連携
- 内閣感染症危機管理統括庁
- 文部科学省初等中等教育局児童生徒課
- 文部科学省初等中等教育局予防接種課
- こども家庭庁成育局母子保健課
- こども家庭庁成育局安全対策課

## 感染症の分類
感染力や罹患した場合の重篤性などに基づき、感染症を危険性が高い順に一類から五類に分類している。
- 一類感染症（感染症法6条2項）：エボラ出血熱、痘瘡、ペスト等
- 二類感染症（同法6条3項）：結核、重症急性呼吸器症候群 (SARS) 、中東呼吸器症候群 (MERS) 等
- 三類感染症（同法6条4項）：コレラ、赤痢等
- 四類感染症（同法6条5項）：A型肝炎、マラリア、日本脳炎等
- 五類感染症（同法6条6項）：季節性インフルエンザ、麻しん、後天性免疫不全症候群、感染性胃腸炎 (ロタウイルス) 、細菌性髄膜炎、新型コロナウイルス感染症 (COVID-19) 等[2]
- 新型インフルエンザ等感染症（感染症法6条7項）：新型インフルエンザ、新型コロナウイルス感染症 (COVID-19を除く[2]) 等
- 指定感染症（同法6条8項）- 既知の感染症であっても危険性が高く特別な対応が必要であると判断される場合は、政令により指定し対応する。
- 新感染症（同法6条9項）- 危険度が高いと考えられる新たな感染症が確認された場合、対応する。

この他、人獣共通感染症への対策もある。また、動物の感染症には、狂犬病予防法や家畜伝染病予防法の規制もあるが、狂犬病、ブルセラ症など双方に指定されている病気もある。
| 分類                        | 根拠法令        | 根拠法令                        | 感染症の名称 | 旧伝染病予防法 での分類 | 学校感染症の指定 | 検疫感染症？    | 検疫法上の 停留期間            | 患者の 入国拒否 | 備考 | 感染症発生動向調査                              |
| --------------------------- | --------------- | ------------------------------- | --- | ----------------------- | ---------------- | --------------- | ------------------------------ | --------------- | --- | ----------------------------------------------- |
| 一類 感染症                 | 感染症法6条2項  | 1号                             | エボラ出血熱 （エボラウイルス病）                                                                                                 |                         | 第一種           | 検疫法2条1項    | 504時間 （検疫法施行令1条の3） | Yes             | | 全数報告                                        |
| 一類 感染症                 | 感染症法6条2項  | 2号                             | クリミア・コンゴ出血熱 |                         | 第一種           | 検疫法2条1項    | 216時間 （検疫法施行令1条の3） | Yes             | | 全数報告                                        |
| 一類 感染症                 | 感染症法6条2項  | 3号                             | 痘そう（天然痘） | 法定伝染病              | 第一種           | 検疫法2条1項    | 408時間 （検疫法施行令1条の3） | Yes             | | 全数報告                                        |
| 一類 感染症                 | 感染症法6条2項  | 4号                             | 南米出血熱 |                         | 第一種           | 検疫法2条1項    | 384時間 （検疫法施行令1条の3） | Yes             | | 全数報告                                        |
| 一類 感染症                 | 感染症法6条2項  | 5号                             | ペスト | 法定伝染病              | 第一種           | 検疫法2条1項    | 144時間 （検疫法16条3項）      | Yes             | | 全数報告                                        |
| 一類 感染症                 | 感染症法6条2項  | 6号                             | マールブルグ病 |                         | 第一種           | 検疫法2条1項    | 240時間 （検疫法施行令1条の3） | Yes             | | 全数報告                                        |
| 一類 感染症                 | 感染症法6条2項  | 7号                             | ラッサ熱 | 指定伝染病              | 第一種           | 検疫法2条1項    | 504時間 （検疫法施行令1条の3） | Yes             | | 全数報告                                        |
| 二類 感染症                 | 感染症法6条3項  | 1号                             | 急性灰白髄炎（ポリオ） | 指定伝染病              | 第一種           | No              |                                | Yes             | | 全数報告                                        |
| 二類 感染症                 | 感染症法6条3項  | 2号                             | 結核 |                         | 第二種           | No              |                                | Yes             | | 全数報告                                        |
| 二類 感染症                 | 感染症法6条3項  | 3号                             | ジフテリア | 法定伝染病              | 第一種           | No              |                                | Yes             | | 全数報告                                        |
| 二類 感染症                 | 感染症法6条3項  | 4号                             | 重症急性呼吸器症候群（SARS） （病原体がベータコロナウイルス属SARSコロナウイルスであるものに限る）                                 |                         | 第一種           | No              |                                | Yes             | 2006年（平成18年）12月8日公布の「感染症の予防及び感染症の患者に対する医療に関する法律等の一部を改正する法律」により2007年（平成19年）4月1日から一類感染症から変更。 | 全数報告                                        |
| 二類 感染症                 | 感染症法6条3項  | 5号                             | 中東呼吸器症候群（MERS） （病原体がベータコロナウイルス属MERSコロナウイルスであるものに限る）                                     |                         | 第一種           | No              |                                | Yes             | 2014年（平成18年）11月21日公布の「感染症の予防及び感染症の患者に対する医療に関する法律の一部を改正する法律」により2015年（平成27年）1月21日から、感染症の予防及び感染症の患者に対する医療 に関する法律（感染症法）において、二類感染症に指定。1月21日より前は、二類感染症相当の指定感染症に指定。 | 全数報告                                        |
| 二類 感染症                 | 感染症法6条3項  | 6号                             | 鳥インフルエンザ （病原体がインフルエンザウイルスA属インフルエンザAウイルスであってその血清亜型がH5N1およびH7N9であるものに限る） |                         | 第一種           | 検疫法施行令1条 |                                | Yes             | なお、H5N1およびH7N9以外の鳥インフルエンザは四類感染症に指定されている。 | 全数報告                                        |
| 三類 感染症                 | 感染症法6条4項  | 1号                             | コレラ | 法定伝染病              | 第三種           | No              |                                | No              | 2006年（平成18年）12月8日公布の「感染症の予防及び感染症の患者に対する医療に関する法律等の一部を改正する法律」により2007年（平成19年）4月1日から二類感染症から変更。 | 全数報告                                        |
| 三類 感染症                 | 感染症法6条4項  | 2号                             | 細菌性赤痢 | 法定伝染病 （赤痢）     | 第三種           | No              |                                | No              | 2006年（平成18年）12月8日公布の「感染症の予防及び感染症の患者に対する医療に関する法律等の一部を改正する法律」により2007年（平成19年）4月1日から二類感染症から変更。 | 全数報告                                        |
| 三類 感染症                 | 感染症法6条4項  | 3号                             | 腸管出血性大腸菌感染症 | 指定伝染病              | 第三種           | No              |                                | No              | | 全数報告                                        |
| 三類 感染症                 | 感染症法6条4項  | 4号                             | 腸チフス | 法定伝染病              | 第三種           | No              |                                | No              | 2006年（平成18年）12月8日公布の「感染症の予防及び感染症の患者に対する医療に関する法律等の一部を改正する法律」により2007年（平成19年）4月1日から二類感染症から変更。 | 全数報告                                        |
| 三類 感染症                 | 感染症法6条4項  | 5号                             | パラチフス | 法定伝染病              | 第三種           | No              |                                | No              | 2006年（平成18年）12月8日公布の「感染症の予防及び感染症の患者に対する医療に関する法律等の一部を改正する法律」により2007年（平成19年）4月1日から二類感染症から変更。 | 全数報告                                        |
| 四類 感染症                 | 感染症法6条5項  | 1号                             | E型肝炎 |                         |                  | No              |                                | No              | | 全数報告                                        |
| 四類 感染症                 | 感染症法6条5項  | 2号                             | A型肝炎 |                         |                  | No              |                                | No              | | 全数報告                                        |
| 四類 感染症                 | 感染症法6条5項  | 3号                             | 黄熱 |                         |                  | No              |                                | No              | | 全数報告                                        |
| 四類 感染症                 | 感染症法6条5項  | 4号                             | Q熱 |                         |                  | No              |                                | No              | | 全数報告                                        |
| 四類 感染症                 | 感染症法6条5項  | 5号                             | 狂犬病 |                         |                  | No              |                                | No              | | 全数報告                                        |
| 四類 感染症                 | 感染症法6条5項  | 6号                             | 炭疽 |                         |                  | No              |                                | No              | | 全数報告                                        |
| 四類 感染症                 | 感染症法6条5項  | 7号                             | 鳥インフルエンザ （H5N1およびH7N9を除く）                                                                                         |                         |                  | No              |                                | No              | 鳥インフルエンザ（H5N1およびH7N9）は二類感染症に指定。 | 全数報告                                        |
| 四類 感染症                 | 感染症法6条5項  | 8号                             | ボツリヌス症 |                         |                  | No              |                                | No              | | 全数報告                                        |
| 四類 感染症                 | 感染症法6条5項  | 9号                             | マラリア |                         |                  | 検疫法施行令1条 |                                | No              | | 全数報告                                        |
| 四類 感染症                 | 感染症法6条5項  | 10号                            | 野兎病 |                         |                  | No              |                                | No              | | 全数報告                                        |
| 四類 感染症                 | 感染症法6条5項  | 11号（政令で定めるもの）        | ウエストナイル熱 |                         |                  | No              |                                | No              | | 全数報告                                        |
| 四類 感染症                 | 感染症法6条5項  | 11号（政令で定めるもの）        | エキノコックス症 |                         |                  | No              |                                | No              | | 全数報告                                        |
| 四類 感染症                 | 感染症法6条5項  | 11号（政令で定めるもの）        | オウム病 |                         |                  | No              |                                | No              | | 全数報告                                        |
| 四類 感染症                 | 感染症法6条5項  | 11号（政令で定めるもの）        | オムスク出血熱 |                         |                  | No              |                                | No              | | 全数報告                                        |
| 四類 感染症                 | 感染症法6条5項  | 11号（政令で定めるもの）        | 回帰熱 |                         |                  | No              |                                | No              | | 全数報告                                        |
| 四類 感染症                 | 感染症法6条5項  | 11号（政令で定めるもの）        | キャサヌル森林病 |                         |                  | No              |                                | No              | | 全数報告                                        |
| 四類 感染症                 | 感染症法6条5項  | 11号（政令で定めるもの）        | コクシジオイデス症 |                         |                  | No              |                                | No              | | 全数報告                                        |
| 四類 感染症                 | 感染症法6条5項  | 11号（政令で定めるもの）        | エムポックス |                         |                  | No              |                                | No              | 「サル痘」から名称変更（2023年5月26日に厚生労働省が発表） | 全数報告                                        |
| 四類 感染症                 | 感染症法6条5項  | 11号（政令で定めるもの）        | ジカウイルス感染症 |                         |                  | 検疫法施行令1条 |                                | No              | 2016年2月15日追加 | 全数報告                                        |
| 四類 感染症                 | 感染症法6条5項  | 11号（政令で定めるもの）        | 重症熱性血小板減少症候群（SFTS） （病原体がフレボウイルス属SFTSウイルスであるものに限る）                                         |                         |                  | No              |                                | No              | 2013年3月4日追加 | 全数報告                                        |
| 四類 感染症                 | 感染症法6条5項  | 11号（政令で定めるもの）        | 腎症候性出血熱 |                         |                  | No              |                                | No              | | 全数報告                                        |
| 四類 感染症                 | 感染症法6条5項  | 11号（政令で定めるもの）        | 西部ウマ脳炎 |                         |                  | No              |                                | No              | | 全数報告                                        |
| 四類 感染症                 | 感染症法6条5項  | 11号（政令で定めるもの）        | ダニ媒介脳炎 |                         |                  | No              |                                | No              | | 全数報告                                        |
| 四類 感染症                 | 感染症法6条5項  | 11号（政令で定めるもの）        | チクングニア熱 |                         |                  | 検疫法施行令1条 |                                | No              | | 全数報告                                        |
| 四類 感染症                 | 感染症法6条5項  | 11号（政令で定めるもの）        | つつが虫病 |                         |                  | No              |                                | No              | | 全数報告                                        |
| 四類 感染症                 | 感染症法6条5項  | 11号（政令で定めるもの）        | デング熱 |                         |                  | 検疫法施行令1条 |                                | No              | | 全数報告                                        |
| 四類 感染症                 | 感染症法6条5項  | 11号（政令で定めるもの）        | 東部ウマ脳炎 |                         |                  | No              |                                | No              | | 全数報告                                        |
| 四類 感染症                 | 感染症法6条5項  | 11号（政令で定めるもの）        | ニパウイルス感染症 |                         |                  | No              |                                | No              | | 全数報告                                        |
| 四類 感染症                 | 感染症法6条5項  | 11号（政令で定めるもの）        | 日本紅斑熱 |                         |                  | No              |                                | No              | | 全数報告                                        |
| 四類 感染症                 | 感染症法6条5項  | 11号（政令で定めるもの）        | 日本脳炎 | 法定伝染病              |                  | No              |                                | No              | | 全数報告                                        |
| 四類 感染症                 | 感染症法6条5項  | 11号（政令で定めるもの）        | ハンタウイルス肺症候群 |                         |                  | No              |                                | No              | | 全数報告                                        |
| 四類 感染症                 | 感染症法6条5項  | 11号（政令で定めるもの）        | Bウイルス病 |                         |                  | No              |                                | No              | | 全数報告                                        |
| 四類 感染症                 | 感染症法6条5項  | 11号（政令で定めるもの）        | 鼻疽 |                         |                  | No              |                                | No              | | 全数報告                                        |
| 四類 感染症                 | 感染症法6条5項  | 11号（政令で定めるもの）        | ブルセラ症 |                         |                  | No              |                                | No              | | 全数報告                                        |
| 四類 感染症                 | 感染症法6条5項  | 11号（政令で定めるもの）        | ベネズエラウマ脳炎 |                         |                  | No              |                                | No              | | 全数報告                                        |
| 四類 感染症                 | 感染症法6条5項  | 11号（政令で定めるもの）        | ヘンドラウイルス感染症 |                         |                  | No              |                                | No              | | 全数報告                                        |
| 四類 感染症                 | 感染症法6条5項  | 11号（政令で定めるもの）        | 発しんチフス | 法定伝染病              |                  | No              |                                | No              | | 全数報告                                        |
| 四類 感染症                 | 感染症法6条5項  | 11号（政令で定めるもの）        | ライム病 |                         |                  | No              |                                | No              | | 全数報告                                        |
| 四類 感染症                 | 感染症法6条5項  | 11号（政令で定めるもの）        | リッサウイルス感染症 |                         |                  | No              |                                | No              | | 全数報告                                        |
| 四類 感染症                 | 感染症法6条5項  | 11号（政令で定めるもの）        | リフトバレー熱 |                         |                  | No              |                                | No              | | 全数報告                                        |
| 四類 感染症                 | 感染症法6条5項  | 11号（政令で定めるもの）        | 類鼻疽 |                         |                  | No              |                                | No              | | 全数報告                                        |
| 四類 感染症                 | 感染症法6条5項  | 11号（政令で定めるもの）        | レジオネラ症 |                         |                  | No              |                                | No              | | 全数報告                                        |
| 四類 感染症                 | 感染症法6条5項  | 11号（政令で定めるもの）        | レプトスピラ症 |                         |                  | No              |                                | No              | | 全数報告                                        |
| 四類 感染症                 | 感染症法6条5項  | 11号（政令で定めるもの）        | ロッキー山紅斑熱 |                         |                  | No              |                                | No              | | 全数報告                                        |
| 五類 感染症                 | 感染症法6条6項  | 1号                             | インフルエンザ （鳥インフルエンザおよび新型インフルエンザ等感染症を除く）                                                         |                         | 第二種           | No              |                                | No              | 鳥インフルエンザ（H5N1およびH7N9）は二類感染症、その他の鳥インフルエンザは四類感染症に指定。新型インフルエンザ等感染症は独立して類型化されている。基幹定点による届け出は入院例のみ。 | ARI／インフル／COVID-19定点 基幹定点 （週単位） |
| 五類 感染症                 | 感染症法6条6項  | 2号                             | ウイルス性肝炎 （E型肝炎およびA型肝炎を除く）                                                                                     |                         |                  | No              |                                | No              | E型肝炎およびA型肝炎は四類感染症に指定。 | 全数報告                                        |
| 五類 感染症                 | 感染症法6条6項  | 3号                             | クリプトスポリジウム症 |                         |                  | No              |                                | No              | | 全数報告                                        |
| 五類 感染症                 | 感染症法6条6項  | 4号                             | 後天性免疫不全症候群（AIDS） |                         |                  | No              |                                | No              | | 全数報告                                        |
| 五類 感染症                 | 感染症法6条6項  | 5号                             | 性器クラミジア感染症 |                         |                  | No              |                                | No              | | STD定点                                         |
| 五類 感染症                 | 感染症法6条6項  | 6号                             | 梅毒 |                         |                  | No              |                                | No              | | 全数報告                                        |
| 五類 感染症                 | 感染症法6条6項  | 7号                             | 麻しん |                         | 第二種           | No              |                                | No              | | 全数報告                                        |
| 五類 感染症                 | 感染症法6条6項  | 8号                             | メチシリン耐性黄色ブドウ球菌感染症                                                                                                |                         |                  | No              |                                | No              | | 基幹定点 （月単位）                             |
| 五類 感染症                 | 感染症法6条6項  | 9号（厚生労働省令で定めるもの） | アメーバ赤痢 |                         |                  | No              |                                | No              | | 全数報告                                        |
| 五類 感染症                 | 感染症法6条6項  | 9号（厚生労働省令で定めるもの） | RSウイルス感染症 |                         |                  | No              |                                | No              | | 小児科定点                                      |
| 五類 感染症                 | 感染症法6条6項  | 9号（厚生労働省令で定めるもの） | 咽頭結膜熱 |                         | 第二種           | No              |                                | No              | | 小児科定点                                      |
| 五類 感染症                 | 感染症法6条6項  | 9号（厚生労働省令で定めるもの） | A群溶血性レンサ球菌咽頭炎 |                         |                  | No              |                                | No              | | 小児科定点                                      |
| 五類 感染症                 | 感染症法6条6項  | 9号（厚生労働省令で定めるもの） | カルバペネム耐性腸内細菌科細菌感染症                                                                                              |                         |                  | No              |                                | No              | 2014年9月19日追加 | 全数報告                                        |
| 五類 感染症                 | 感染症法6条6項  | 9号（厚生労働省令で定めるもの） | 感染性胃腸炎 |                         |                  | No              |                                | No              | 2013年10月14日よりロタウイルスによる感染性胃腸は基幹定点に追加。 | 小児科定点                                      |
| 五類 感染症                 | 感染症法6条6項  | 9号（厚生労働省令で定めるもの） | 急性呼吸器感染症（ARI） |                         |                  | No              |                                | No              | 2025年4月7日追加 | ARI／インフル／COVID-19定点                     |
| 五類 感染症                 | 感染症法6条6項  | 9号（厚生労働省令で定めるもの） | 急性出血性結膜炎（アポロ病） |                         |                  | No              |                                | No              | | 眼科定点                                        |
| 五類 感染症                 | 感染症法6条6項  | 9号（厚生労働省令で定めるもの） | 急性脳炎 （ウエストナイル脳炎、西部ウマ脳炎、ダニ媒介脳炎、東部ウマ脳炎、日本脳炎、ベネズエラウマ脳炎およびリフトバレー熱を除く） |                         |                  | No              |                                | No              | | 全数報告                                        |
| 五類 感染症                 | 感染症法6条6項  | 9号（厚生労働省令で定めるもの） | クラミジア肺炎 （オウム病を除く）                                                                                                 |                         |                  | No              |                                | No              | オウム病は4類感染症に指定 | 基幹定点 （週単位）                             |
| 五類 感染症                 | 感染症法6条6項  | 9号（厚生労働省令で定めるもの） | クロイツフェルト・ヤコブ病 |                         |                  | No              |                                | No              | | 全数報告                                        |
| 五類 感染症                 | 感染症法6条6項  | 9号（厚生労働省令で定めるもの） | 劇症型溶血性レンサ球菌感染症 |                         |                  | No              |                                | No              | | 全数報告                                        |
| 五類 感染症                 | 感染症法6条6項  | 9号（厚生労働省令で定めるもの） | 細菌性髄膜炎 |                         |                  | No              |                                | No              | | 基幹定点 （週単位）                             |
| 五類 感染症                 | 感染症法6条6項  | 9号（厚生労働省令で定めるもの） | ジアルジア症 |                         |                  | No              |                                | No              | | 全数報告                                        |
| 五類 感染症                 | 感染症法6条6項  | 9号（厚生労働省令で定めるもの） | 水痘（水疱瘡） |                         | 第二種           | No              |                                | No              | 2014年9月19日より「24時間以上の入院例」は全数報告に変更。 | 小児科定点                                      |
| 五類 感染症                 | 感染症法6条6項  | 9号（厚生労働省令で定めるもの） | 侵襲性インフルエンザ菌感染症 |                         |                  | No              |                                | No              | 2013年4月1日追加 | 全数報告                                        |
| 五類 感染症                 | 感染症法6条6項  | 9号（厚生労働省令で定めるもの） | 侵襲性肺炎球菌感染症 |                         |                  | No              |                                | No              | 2013年4月1日追加 | 全数報告                                        |
| 五類 感染症                 | 感染症法6条6項  | 9号（厚生労働省令で定めるもの） | 侵襲性髄膜炎菌感染症 | 法定伝染病              |                  | No              |                                | No              | 2013年4月1日「髄膜炎菌性髄膜炎」から変更 | 全数報告                                        |
| 五類 感染症                 | 感染症法6条6項  | 9号（厚生労働省令で定めるもの） | 性器ヘルペスウイルス感染症 |                         |                  | No              |                                | No              | | STD定点                                         |
| 五類 感染症                 | 感染症法6条6項  | 9号（厚生労働省令で定めるもの） | 尖圭コンジローマ |                         |                  | No              |                                | No              | | STD定点                                         |
| 五類 感染症                 | 感染症法6条6項  | 9号（厚生労働省令で定めるもの） | 先天性風しん症候群 |                         |                  | No              |                                | No              | | 全数報告                                        |
| 五類 感染症                 | 感染症法6条6項  | 9号（厚生労働省令で定めるもの） | 手足口病 |                         |                  | No              |                                | No              | | 小児科定点                                      |
| 五類 感染症                 | 感染症法6条6項  | 9号（厚生労働省令で定めるもの） | 伝染性紅斑 |                         |                  | No              |                                | No              | | 小児科定点                                      |
| 五類 感染症                 | 感染症法6条6項  | 9号（厚生労働省令で定めるもの） | 突発性発しん |                         |                  | No              |                                | No              | | 小児科定点                                      |
| 五類 感染症                 | 感染症法6条6項  | 9号（厚生労働省令で定めるもの） | 播種性クリプトコッカス症 |                         |                  | No              |                                | No              | 2014年9月19日追加 | 全数報告                                        |
| 五類 感染症                 | 感染症法6条6項  | 9号（厚生労働省令で定めるもの） | 破傷風 |                         |                  | No              |                                | No              | | 全数報告                                        |
| 五類 感染症                 | 感染症法6条6項  | 9号（厚生労働省令で定めるもの） | バンコマイシン耐性黄色ブドウ球菌感染症                                                                                            |                         |                  | No              |                                | No              | | 全数報告                                        |
| 五類 感染症                 | 感染症法6条6項  | 9号（厚生労働省令で定めるもの） | バンコマイシン耐性腸球菌感染症 |                         |                  | No              |                                | No              | | 全数報告                                        |
| 五類 感染症                 | 感染症法6条6項  | 9号（厚生労働省令で定めるもの） | 百日咳 |                         | 第二種           | No              |                                | No              | 2018年1月1日より小児科定点から全数報告に変更。 | 全数報告                                        |
| 五類 感染症                 | 感染症法6条6項  | 9号（厚生労働省令で定めるもの） | 風しん |                         | 第二種           | No              |                                | No              | | 全数報告                                        |
| 五類 感染症                 | 感染症法6条6項  | 9号（厚生労働省令で定めるもの） | ペニシリン耐性肺炎球菌感染症 |                         |                  | No              |                                | No              | | 基幹定点 （月単位）                             |
| 五類 感染症                 | 感染症法6条6項  | 9号（厚生労働省令で定めるもの） | ヘルパンギーナ |                         |                  | No              |                                | No              | | 小児科定点                                      |
| 五類 感染症                 | 感染症法6条6項  | 9号（厚生労働省令で定めるもの） | マイコプラズマ肺炎 |                         |                  | No              |                                | No              | | 基幹定点 （週単位）                             |
| 五類 感染症                 | 感染症法6条6項  | 9号（厚生労働省令で定めるもの） | 無菌性髄膜炎 |                         |                  | No              |                                | No              | | 基幹定点 （週単位）                             |
| 五類 感染症                 | 感染症法6条6項  | 9号（厚生労働省令で定めるもの） | 薬剤耐性アシネトバクター感染症 |                         |                  | No              |                                | No              | 2014年9月19日より基幹定点（月単位）から全数報告に変更。 | 全数報告                                        |
| 五類 感染症                 | 感染症法6条6項  | 9号（厚生労働省令で定めるもの） | 薬剤耐性緑膿菌感染症 |                         |                  | No              |                                | No              | | 基幹定点 （月単位）                             |
| 五類 感染症                 | 感染症法6条6項  | 9号（厚生労働省令で定めるもの） | 流行性角結膜炎 |                         | 第三種           | No              |                                | No              | | 眼科定点                                        |
| 五類 感染症                 | 感染症法6条6項  | 9号（厚生労働省令で定めるもの） | 流行性耳下腺炎（おたふくかぜ） |                         | 第二種           | No              |                                | No              | | 小児科定点                                      |
| 五類 感染症                 | 感染症法6条6項  | 9号（厚生労働省令で定めるもの） | 淋菌感染症 |                         |                  | No              |                                | No              | | STD定点                                         |
| 五類 感染症                 | 感染症法6条6項  | 9号（厚生労働省令で定めるもの） | 新型コロナウイルス感染症（COVID-19）                                                                                              |                         | 第二種           | No              |                                | No              | 2023年5月8日追加 | ARI／インフル／COVID-19定点                     |
| 新型インフル エンザ等感染症 | 感染症法6条7項  | 1号                             | 新型インフルエンザ |                         | 第一種           | 検疫法2条2項    | 240時間 （検疫法施行令1条の3） | Yes             | |                                                 |
| 新型インフル エンザ等感染症 | 感染症法6条7項  | 2号                             | 再興型インフルエンザ |                         | 第一種           | 検疫法2条2項    | 240時間 （検疫法施行令1条の3） | Yes             | |                                                 |
| 新型インフル エンザ等感染症 | 感染症法6条7項  | 3号                             | 新型コロナウイルス感染症 |                         | 第一種           | 検疫法2条2項    | 336時間 （検疫法施行令1条の3） | Yes             | 2021年2月13日追加 |                                                 |
| 新型インフル エンザ等感染症 | 感染症法6条7項  | 4号                             | 再興型コロナウイルス感染症 |                         | 第一種           | 検疫法2条2項    | 336時間 （検疫法施行令1条の3） | Yes             | 2021年2月13日追加 |                                                 |
| 指定 感染症                 | 感染症法 6条8項 | 感染症法 6条8項                 | 指定なし |                         | 第一種           |                 |                                | Yes             | 1年以内の政令で定める期間に限って（必要であればさらに1年以内に限り延長可）、政令で定めるところにより8条、3章から7章まで、10章、12章および13章の規定の全部又は一部を準用する（7条1項・2項） |                                                 |
| 新感染症                    | 感染症法 6条9項 | 感染症法 6条9項                 | |                         | 第一種           | No              |                                | Yes             | |                                                 |
| 注釈 1. 2.                  |                 |                                 | |                         |                  |                 |                                |                 | |                                                 |

（注）届出を行う医療機関
- 小児科定点 - 小児科定点医療機関（全国約3,000カ所の小児科医療機関）
- ARI／インフル／COVID-19定点 - 急性呼吸器感染症（ARI）定点医療機関またはインフルエンザ定点医療機関またはCOVID-19定点医療機関（原則として同一）（全国約5,000カ所の内科・小児科医療機関）
- 眼科定点 - 眼科定点医療機関（全国約700カ所の眼科医療機関）
- STD定点 - 性感染症定点医療機関（全国約1,000カ所の産婦人科等医療機関）
- 基幹定点 - 基幹定点医療機関（全国約500カ所の病床数300以上の医療機関）

### 指定感染症
指定感染症の定義については前述表を参照。
これまでに指定感染症になった感染症としては鳥インフルエンザ、SARS、MERSがあり、いずれも指定感染症になったあとに2類感染症として定められた。2020年2月7日から2021年2月13日までの約1年間、新型コロナウイルス感染症が指定感染症に指定されていた。2021年2月13日の法改正で、新型コロナウイルス感染症は、指定感染症から新型インフルエンザ等感染症に変更されたが、2023年4月28日の厚生労働省令第七十四号により5類感染症に変更された。

## 医師の届出義務
同法12条は医師の届出義務を定めている。
なお医師報告についてはこの他、厚生労働省に感染症発生動向調査事業実施要綱（感染症サーベイランス）が設けられている。

## 都道府県知事による措置
都道府県知事は以下の措置ができる。保健所設置市は市長が、特別区は区長がする（64条1項）。

### 健康診断
一類感染症、二類感染症、三類感染症および新型インフルエンザ等感染症等の患者に対し、都道府県知事は健康診断の勧告ができ（17条1項）、感染症にかかっていると疑うに足りる正当な理由があるにもかかわらず勧告に従わない場合には当該職員に健康診断を行わせることができる（17条2項）。

### 就業制限
一類感染症、二類感染症、三類感染症および新型インフルエンザ等感染症等の患者、無症状病原体保有者について医師の届出があった場合、都道府県知事は感染症を公衆にまん延させるおそれがある業務として感染症ごとに厚生労働省令で定められた業務（食品関係や接客業など）への就労制限を通知することができる（18条1項）。この通知を受けた場合には厚生労働省令で定める一定期間において就業が制限される（18条2項）。

### 入院
都道府県知事は一類感染症のまん延を防止するため必要があると認めるときは、当該感染症の患者・保護者に対して医療機関（原則として特定感染症指定医療機関か第一種感染症指定医療機関）に入院を勧告することができる（19条1項）。この勧告を受けた者が勧告に従わないときは、当該勧告に係る患者を医療機関（原則として特定感染症指定医療機関か第一種感染症指定医療機関）に入院させることができる（19条3項）。これらの規定は二類感染症や新型インフルエンザ等感染症の患者についても準用されており（26条）、この場合の医療機関は原則として特定感染症指定医療機関、第一種感染症指定医療機関、第二種感染症指定医療機関となる。

### その他の措置
都道府県知事は、一類感染症、二類感染症、三類感染症、四類感染症または新型インフルエンザ等感染症などの発生を予防し、またはそのまん延を防止するため必要があると認めるときは次のような措置を講じることができる。
- 消毒（27条）
- ねずみ・昆虫等の駆除（28条）
一類感染症、二類感染症、三類感染症、四類感染症を対象とする。
- 病原体に汚染され、または汚染された疑いがある物件の移動の制限・禁止、消毒、廃棄（29条）
- 病原体に汚染され、または汚染された疑いがある死体の移動の制限・禁止、火葬、埋葬（30条）
一類感染症、二類感染症、三類感染症、新型インフルエンザ等を対象とする。
- 感染症の病原体に汚染され、または汚染された疑いがある水の使用・給水の制限・禁止（31条）
一類感染症、二類感染症、三類感染症を対象とする。
- 病原体に汚染され、または汚染された疑いがある建物への立入りの制限・禁止、封鎖（32条）
一類感染症を対象とする。
- 交通の制限・遮断（33条）
一類感染症のまん延を防止するために緊急の必要がある場合を対象とする。

## 病原体等の分類
感染症の病原体および毒素は、6条19項-22項により、一種病原体等から四種病原体等までの特定病原体等と、特定病原体等に該当しない病原体等に分類される。この分類に基づいて、標準物質等としての所持、輸入、譲渡し及び譲受け、運搬、帳簿管理を制限し（56条の3-56条の38）、事故による疫病発生や生物兵器としての利用を防止する。

なお、後述「BSLx」の表記は、国立感染症研究所病原体等安全管理規定別表3に基づくバイオリスクグループ分類である。

### 一種病原体等
病原性を有し、国民の生命および健康に「極めて重大な」影響を与えるおそれがある以下の病原体等 （BSL4）。
所持、輸入、譲渡しおよび譲受けは一部の例外を除いて禁じられる。運搬には都道府県公安委員会への届出が必要である。所持者には帳簿を備える記帳義務が課せられる。

### 二種病原体等
病原性を有し、国民の生命および健康に「重大な」影響を与えるおそれがある以下の病原体等 （BSL2またはBSL3）。
所持、輸入、譲渡しおよび譲受けには厚生労働大臣の許可が必要である。運搬には都道府県公安委員会への届出が必要である。所持者には帳簿を備える記帳義務が課せられる。

### 三種病原体等
病原性を有し、国民の生命および健康に影響を与えるおそれがある以下の病原体等。
1. アルファウイルス属イースタンエクインエンセファリティスウイルス（別名東部ウマ脳炎ウイルス）（BSL3）
2. アルファウイルス属ウエスタンエクインエンセファリティスウイルス（別名西部ウマ脳炎ウイルス）（BSL3）
3. アルファウイルス属ベネズエラエクインエンセファリティスウイルス（別名ベネズエラウマ脳炎ウイルス）（BSL3）
4. オルソポックスウイルス属モンキーポックスウイルス（別名エムポックスウイルス）（BSL2）
5. バークホルデリア属シュードマレイ（別名類鼻疽菌）（BSL3）
6. バークホルデリア属マレイ（別名鼻疽菌）（BSL3）
7. コクシエラ属バーネッティイ (BSL3)
8. コクシジオイデス属イミチス (BSL3)
9. シンプレックスウイルス属Bウイルス (BSL3)
10. ハンタウイルス属アンデスウイルス、シンノンブレウイルス、ニューヨークウイルス、バヨウウイルス、ブラッククリークカナルウイルス及びラグナネグラウイルス (BSL3)
11. ハンタウイルス属ソウルウイルス、ドブラバーベルグレドウイルス、ハンタンウイルス及びプーマラウイルス (BSL3)
12. フレボウイルス属SFTSウイルス (BSL3)
13. フレボウイルス属リフトバレーフィーバーウイルス（別名リフトバレー熱ウイルス）（BSL3）
14. フラビウイルス属オムスクヘモラジックフィーバーウイルス（別名オムスク出血熱ウイルス）（BSL3）
15. フラビウイルス属キャサヌルフォレストディジーズウイルス（別名キャサヌル森林病ウイルス）（BSL3）
16. フラビウイルス属ティックボーンエンセファリティスウイルス（別名ダニ媒介脳炎ウイルス）
17. ブルセラ属アボルタス（別名ウシ流産菌）、カニス（別名イヌ流産菌）、
ブルセラ症、スイス（別名ブタ流産菌）、メリテンシス（別名マルタ熱菌） (BSL3)
18. ヘニパウイルス属ニパウイルス (BSL3)
19. ヘニパウイルス属ヘンドラウイルス (BSL3)
20. ベータコロナウイルス属MERSコロナウイルス (BSL3)
21. マイコバクテリウム属ツベルクローシス（別名結核菌）（イソニコチン酸ヒドラジドおよびリファンピシンに対し耐性を有するものに限る。） (BSL3)
22. リケッチア属ジャポニカ（別名日本紅斑熱リケッチア）（BSL3）
23. リケッチア属ロワゼキイ（別名発疹チフスリケッチア）（BSL3）
24. リケッチア属リケッチイ（別名ロッキー山紅斑熱リケッチア） （BSL3）
25. リッサウイルス属レイビーズウイルス（別名狂犬病ウイルス） (BSL3)

所持、輸入には厚生労働大臣への届出が必要である。譲渡しおよび譲受けに関する規定はない。運搬には都道府県公安委員会への届出が必要である。所持者には帳簿を備える記帳義務が課せられる。

### 四種病原体等
病原性を有し、国民の健康に影響を与えるおそれがある以下の病原体等。
1. インフルエンザウイルスA属インフルエンザAウイルス（血清亜型がH2N2・H5N1・H7N7、H7N9であるもの（新型インフルエンザ等感染症の病原体を除く。）または新型インフルエンザ等感染症の病原体に限る。） (BSL3)
2. エシェリヒア属コリー（別名大腸菌）（腸管出血性大腸菌に限る。） (BSL2)
3. エンテロウイルス属ポリオウイルス (BSL2)
4. クラミドフィラ属シッタン（別名オウム病クラミジア）（BSL2）
5. クリプトスポリジウム属パルバム（遺伝子型が一型または二型であるものに限る。） (BSL2)
6. サルモネラ属エンテリカ（血清亜型がタイフィ又はパラタイフィAであるものに限る。） (BSL3)
7. 志賀毒素（人工合成毒素であって、その構造式が志賀毒素の構造式と同一であるものを含む。）[注 3] (BSL2)
8. シゲラ属（別名赤痢菌）ソンネイ、デイゼンテリエ、フレキシネリーおよびボイデイ (BSL2)
9. ビブリオ属コレラ（別名コレラ菌）（血清型が01または0139であるものに限る。） (BSL2)
10. フラビウイルス属イエローフィーバーウイルス（別名黄熱ウイルス） (BSL3)
11. フラビウイルス属ウエストナイルウイルス (BSL3)
12. フラビウイルス属デングウイルス (BSL2)
13. フラビウイルス属ジャパニーズエンセファリティスウイルス（別名日本脳炎ウイルス） (BSL2)
14. ベータコロナウイルス属のコロナウイルス（2020年〈令和2年〉1月に、中華人民共和国から世界保健機関に対して、人に伝染する能力を有することが新たに報告されたものに限る）（2019新型コロナウイルス ）(BSL3)
15. マイコバクテリウム属ツベルクローシス（三種病原体等第二号に掲げる病原体を除く。） (BSL3)

所持、輸入、譲渡しおよび譲受け、運搬、帳簿管理に関する規定はない。

### 特定病原体等に該当しない病原体等
本法において特定病原体等に掲げられていない病原体等全般。つまり、病原性を有し、国民の健康に影響を与えるおそれがあるとはいえない病原体等。所持、輸入、譲渡しおよび譲受け、運搬、帳簿管理に関する規定はない。

## 感染症指定医療機関
以下、2019年（平成31年）4月1日現在

### 特定感染症指定医療機関
- 一類感染症、二類感染症の患者、および新感染症の所見がある者に対する医療機関として、厚生労働大臣が指定する。4つの病院に合計10床ある。
  - 東京都新宿区の国立国際医療研究センター病院：4床
  - 国際空港に隣接した千葉県成田市の成田赤十字病院、愛知県常滑市の常滑市民病院、大阪府泉佐野市のりんくう総合医療センターに2床ずつある。

### 第一種感染症指定医療機関
- 一類、二類感染症の患者に対する医療機関として都道府県知事が指定する。
- 全都道府県に計55医療機関（計103床）ある。

### 第二種感染症指定医療機関
- 二類感染症の患者に対する医療機関として都道府県知事が指定する。
- 全都道府県に計351医療機関（計1,758床）ある。結核病床（稼働病床）を有するのは184医療機関（計3,502床）。

## 歴史
- かつて寄生虫病予防法が存在したが、1994年に廃止となった。

### 新型コロナウイルス感染症対応の改正
新型コロナウイルス感染症を感染症の予防及び感染症の患者に対する医療に関する法律において新型インフルエンザ等感染症と位置付け、所要の措置を講ずることができることと等を内容とする改正案が新型インフルエンザ等対策特別措置法等の一部を改正する法律案の一部として、2021年1月22日の閣議で決定され、同日衆議院へ提出された。
衆議院での審議は、2021年1月29日に本会議において、西村康稔新型コロナウイルス感染症対策担当大臣が趣旨の説明を行い、これに対する質疑が行われ、内閣委員会に付託された。1月29日、内閣委員会において、西村大臣から趣旨の説明が行われ、質疑が行われた。2月1日、内閣委員会厚生労働委員会連合審査会において、質疑が行われ内閣委員会において修正議決された、2月1日の衆議院本会議で委員会修正のとおり可決され、参議院へ送付された。賛成会派は、自由民主党・無所属の会、 立憲民主党・社民・無所属、 公明党及び日本維新の会・無所属の会、反対会派は、日本共産党及び国民民主党・無所属クラブであった。衆議院での修正は、下記のとおり1月28日に自民党と立憲民主党との修正協議で合意されたものである。
参議院での審議は、2021年2月2日に本会議において、西村大臣が趣旨の説明を行い、これに対する質疑が行われ、内閣委員会に付託された。2月3日、内閣委員会及び内閣委員会厚生労働委員会連合審査会において、質疑が行われ、内閣委員会において、可決された、同日、参議院院本会議で可決され成立した。参議院における会派別賛否は、新型コロナウイルス感染防止対策のため押しボタン式投票に代わり起立採決となったため公式なHPから確認できない。改正法は、同日付けの官報号外特第8号で公布され、附則第1条の規定により公布の日から起算して10日を経過した日である2月13日（一部の規定は4月1日）に施行される。
当初の改正法案に、入院拒否や入院先から逃亡した場合に「1年以下の懲役または100万円以下の罰金」とする刑事罰の導入が盛り込まれており、これに対し野党側はこの規定について、「懲役刑まで設けるのは容認できない」（枝野幸男立憲民主党代表）と特に問題視しており、26日からの与野党の修正協議において削除を要求した。修正協議の結果、前科となる刑事罰は全て削除し、行政罰である過料とすることとして本法は改正された。
- 正当な理由がなくその入院すべき期間の始期までに入院しなかったときは、50万円以下の過料に処する（第80条）。
- 当該職員の質問または必要な調査に対して正当な理由がなく協力しない場合において、感染症の発生を予防し、またはそのまん延を防止するため必要があると認めるとき、その特定患者等に対し、当該質問または必要な調査を、正当な理由がなく答弁をせず、もしくは虚偽の答弁をし、または拒み、妨げもしくは忌避したときは、30万円以下の過料に処する（第81条）。